# Darja Dontsova

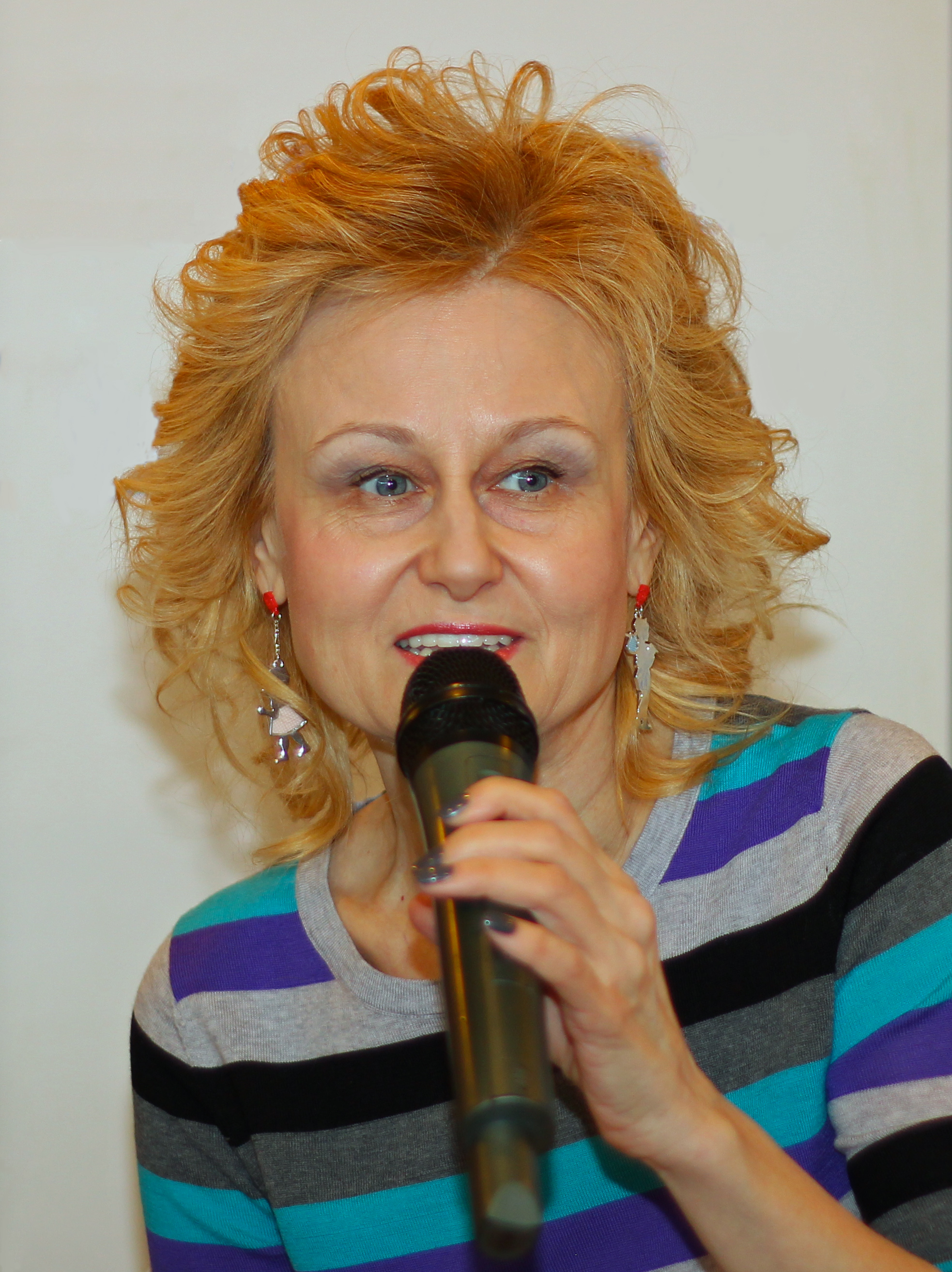
Darja Dontsova

Darja Dontsova (Russisch: Дарья Донцова), Pseudoniem van Agrippina Arkadjevna Donzova (Russisch: Агриппина Аркадьевна Донцова) (Moskou, 7 juni 1952) is een Russische vertaalster, journaliste en schrijfster.

## Biografie
Darja Dontsova studeerde journalistiek aan de Lomonosovuniversiteit in Moskou. Ze werkte als vertaalster en als lerares Duits en Frans.
Tijdens een langdurig ziekenhuisverblijf begon zij met het schrijven van misdaadromans. Ze leest graag Duitse literatuur en boeken van haar collega's Boris Akoenin, Aleksandra Marinina, Tatjana Oestinova en Tatjana Poljakova. Haar eigen misdaadromans zijn een mengeling van detectiveromans en humoristische romans. Titels als Manicure voor de overledene en Een vijgenblad als couture en de (Russische) boekomslagen getuigen hiervan. Zelf noemt ze haar boeken "ironische detectives".
Dontsova is een van de meest succesvolle Russische auteurs van misdaadromans, samen met Boris Akoenin, Polina Dasjkova en Aleksandra Marinina. Ze schreef minstens 100 boeken. Er zijn wereldwijd meer dan 70 miljoen exemplaren van haar boeken verkocht. Het meest succesvol is zij, behalve in Rusland, in Duitsland, waar tot nu toe 10 boeken van haar verschenen in vertaling. Er zijn geen boeken van haar in het Nederlands vertaald. Ze kreeg veel onderscheidingen en werd enkele malen uitgeroepen tot schrijfster van het jaar.

## Trivia
Volgens een interview woonde Dontsova in oktober 2003 samen in één groot huis met haar eigen gezin, drie schoonmoeders, vijf honden, drie katten en vijf hamsters.